# 263
Cette page concerne l'année 263  du calendrier julien. Pour l'année 263 av. J.-C., voir 263 av. J.-C. Pour le nombre 263, voir 263 (nombre).
L'année 263 est une année commune qui commence un jeudi.

## Événements
- Seconde campagne victorieuse d'Odénat de Palmyre contre les Perses en Mésopotamie, au service de l'empereur Gallien, ce qui lui vaut l'alliance de l'Arménie ; il avance jusqu'au Tigre et Chahpuhr Ier doit se retirer. Odénat s'approche de Ctésiphon avant de se retirer à la frontière romaine plutôt que de risquer d'être coupé de ses lignes de ravitaillement. À son retour à Antioche, il se proclame Roi des rois, le titre royal perse, et confère le même rang à son fils ainé Herodes ; Gallien lui reconnait le titre militaire d'Imperator, qui n'implique pas la pleine souveraineté[1].
- Gallien passe les Alpes et envahit le sud-est de la Gaule avec Auréolus ; après un premier revers, ils défont Postumus, qui parvient à fuir, et Auréolus, lancé à ses trousses, n'achève pas sa victoire. Postumus, de retour sur le Rhin, rassemble une nouvelle armée incluant des supplétifs germains, mais est battu une seconde fois. Il se réfugie dans une ville voisine où il est assiégé. Gallien, blessé durant le siège, rentre en Italie et laisse Postumus maitre des Gaules[1].

- Novembre : en Chine, le Premier ministre de Wei Sima Zhao annexe le Shu Han[2].

## Décès en 263
- Fu Qian, guerrier chinois du royaume de Shu.